# Austrian Juniors 1986
Das Austrian Juniors 1986 im Badminton fand in Traun statt.

## Medaillengewinner U18
| Disziplin    | Gold                              | Silber                               | Bronze                             |
| ------------ | --------------------------------- | ------------------------------------ | ---------------------------------- |
| Herreneinzel | Harald Koch                       | Richard Gunitzberger                 | Andreas Mak                        |
| Dameneinzel  | Susanne Götschl                   | Bettina Weilguni                     | Bianca Held                        |
| Herrendoppel | Richard Gunitzberger Harald Koch  | Thomas Fink Hannes Fuchs             | Andreas Mak Peter Pat              |
| Herrendoppel | Richard Gunitzberger Harald Koch  | Thomas Fink Hannes Fuchs             | Roland Kuchler Martin Pottendorfer |
| Damendoppel  | Maria Kribernegg Bettina Weilguni | Susanne Götschl Bianca Held          | Doris Mühlbacher Sigrun Ploner     |
| Damendoppel  | Maria Kribernegg Bettina Weilguni | Susanne Götschl Bianca Held          | Petra Scharrer Karin Steidl        |
| Mixed        | Harald Koch Bettina Weilguni      | Richard Gunitzberger Susanne Götschl | Hannes Fuchs Bianca Held           |
| Mixed        | Harald Koch Bettina Weilguni      | Richard Gunitzberger Susanne Götschl | Amir Moses Segalith Moses          |